# Kloster Auhausen

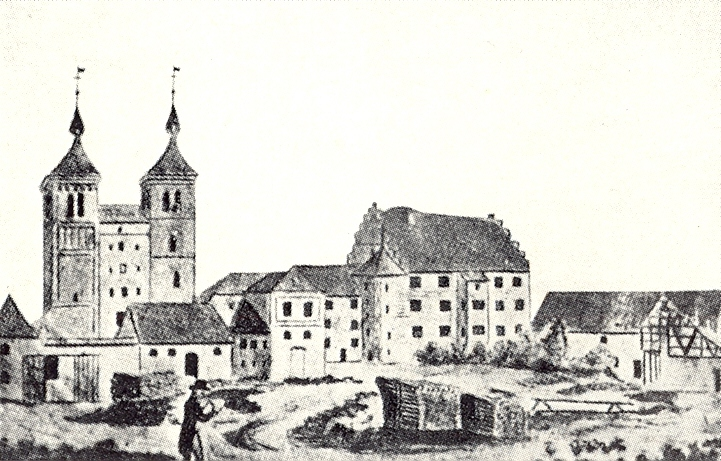
Das Kloster vor dem Abriss im Jahr 1818

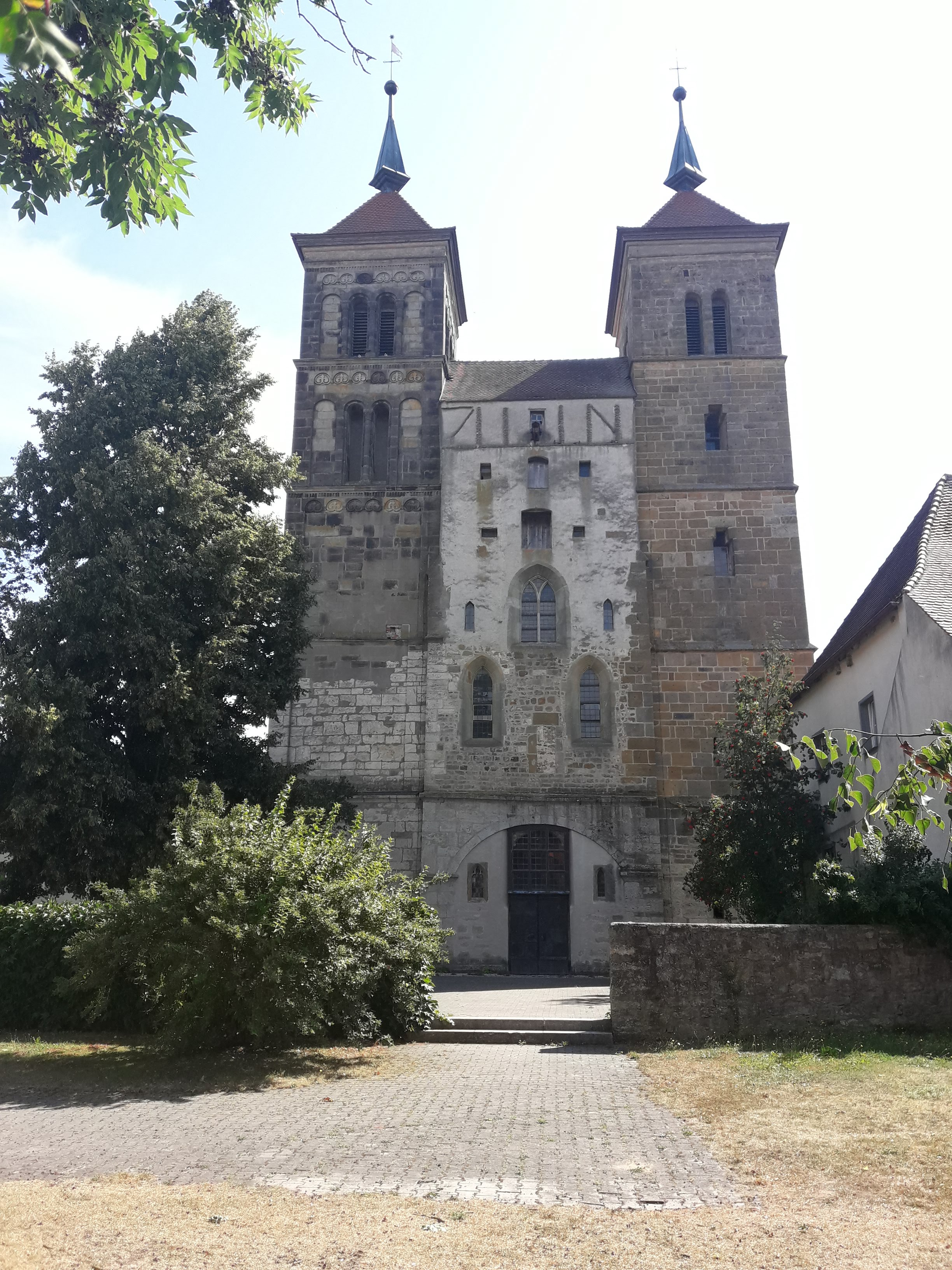
Ehem. Abteikirche Auhausen

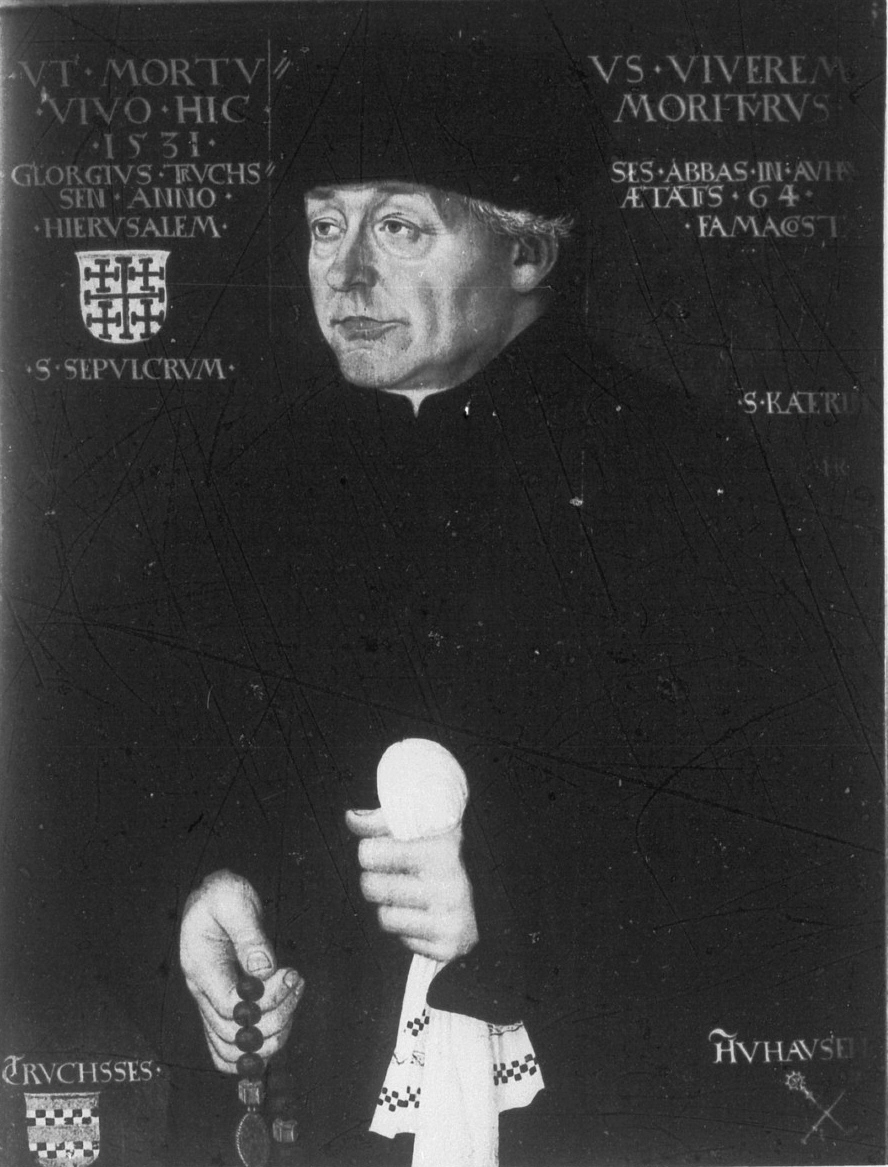
Georg Truchseß von Wetzhausen, letzter Abt des Klosters Auhausen (Porträt eines unbekannten Malers „H. R.“ von 1531)

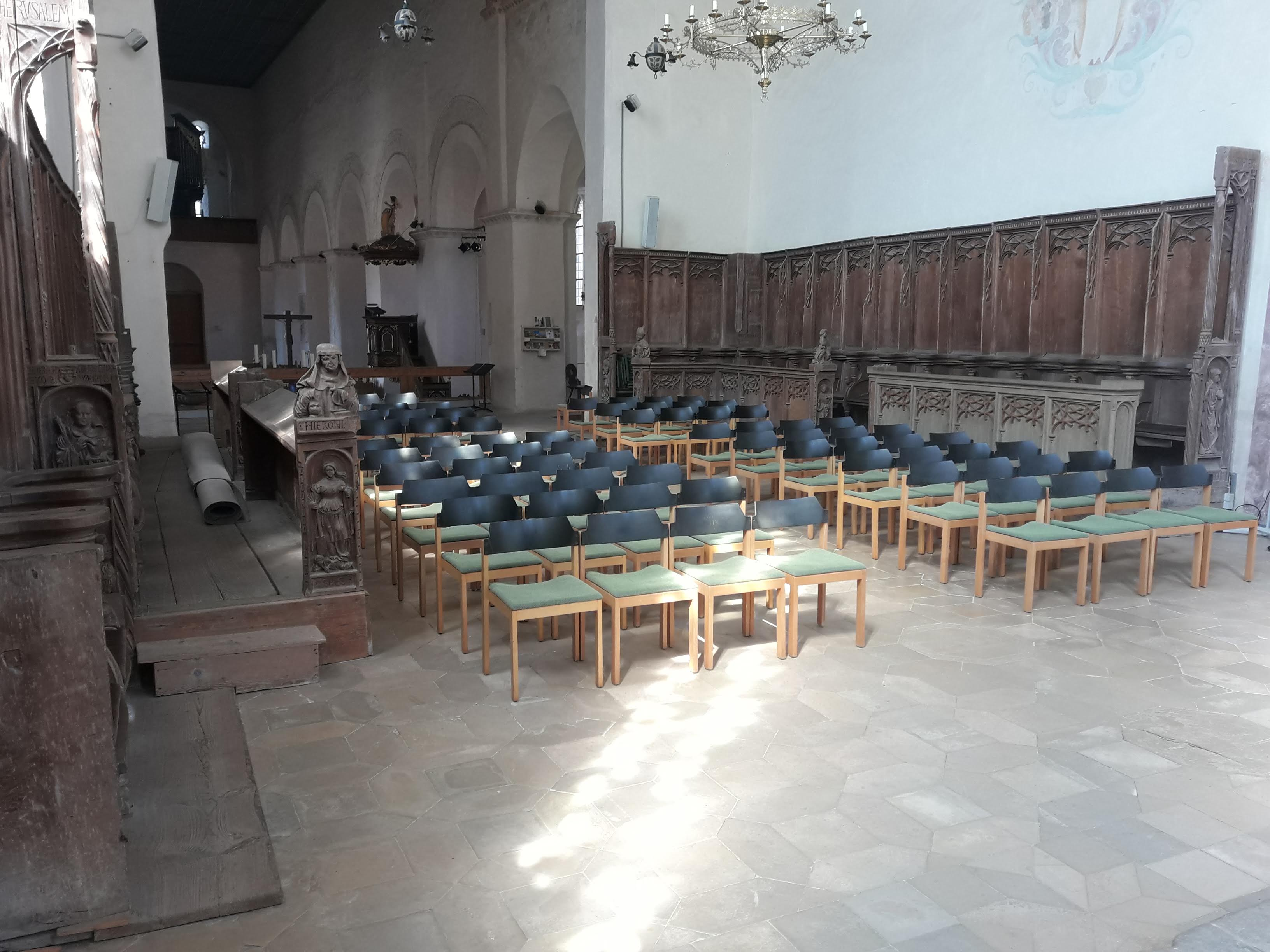
Chorgestühl von 1420

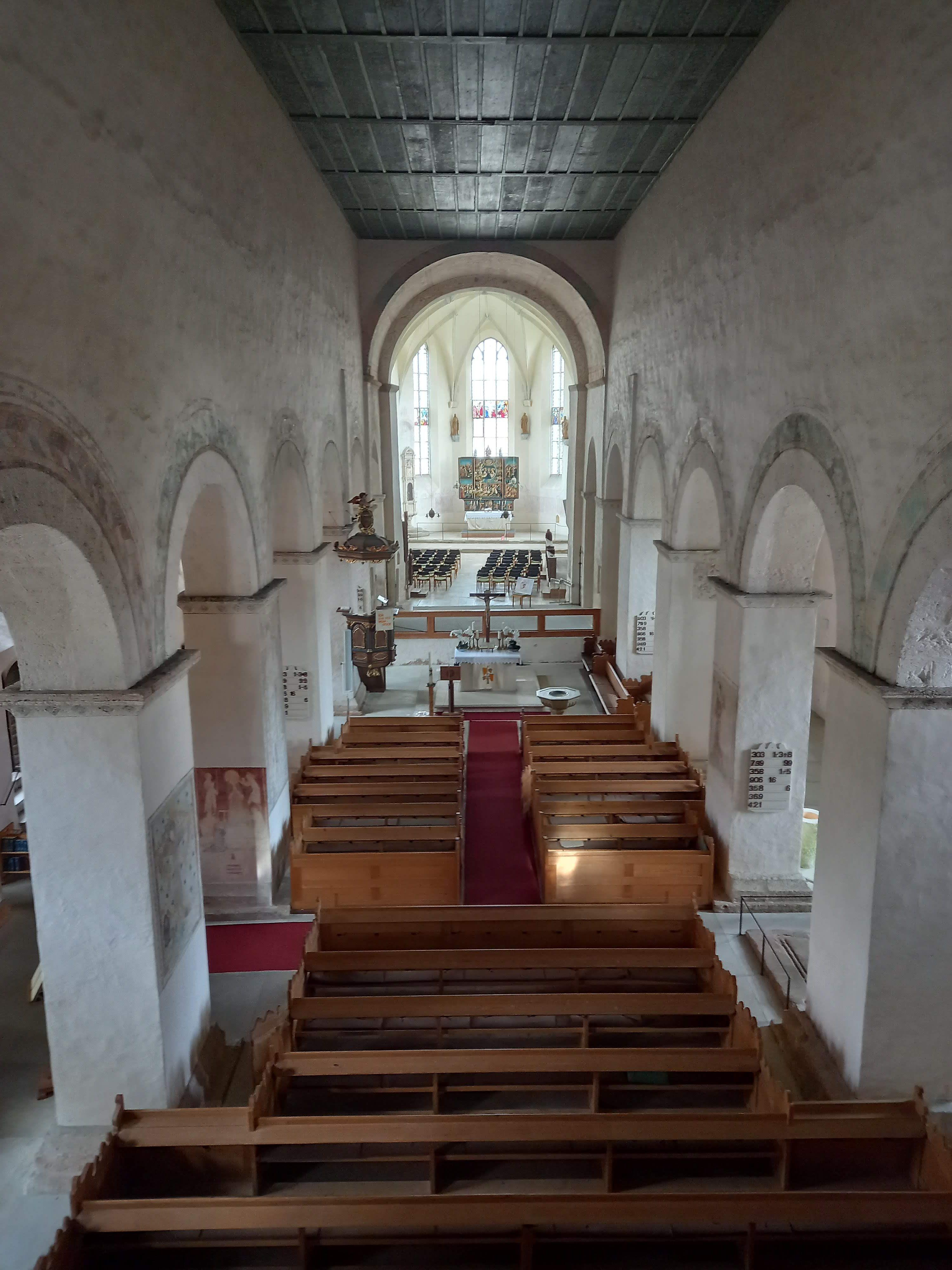
Mittelschiff

Das Kloster Auhausen ist eine ehemalige Benediktinerabtei in Auhausen in Bayern in der Diözese Eichstätt.

## Lage
Das Kloster lag in Auhausen, einem Ort zwischen Oettingen und Wassertrüdingen, an der heutigen Klosterstraße. Die Klosterkirche St. Maria ist das Wahrzeichen und wird auf dem Wappen des Ortes dargestellt. Schon seit dem Mittelalter wird dieses Kloster mit dem fast gleichnamigen und gleichaltrigen Kloster Anhausen an der Brenz verwechselt.

## Geschichte
Nach der Gründungslegende ist das Benediktinerkloster Auhausen am Fluss Wörnitz im 10. Jahrhundert als eine Sühnestiftung des Grafen Ernst von Truhendingen anzusehen; Mitstifter soll Hartmann von Lobdeburg († 958) gewesen sein. Wahrscheinlich geht diese Legende auf eine im Kloster verwahrte Urkunde von 959 zurück, in der ein Graf Ernst und ein gewisser Hartmann genannt sind – wie bis zum 12./13. Jahrhundert üblich noch ohne Zweinamigkeit. Jacobi hingegen sieht Hartmann von Lobdeburg als Alleinstifter und begründet dies durch das Fehlen einer Abbildung eines Truhendinger in der heute nicht mehr vorhandenen Ritterkapelle, wo die Stifter in Lebensgröße kniend dargestellt waren, und dem Umstand, dass keiner der Truhendinger in Auhausen begraben liegt. Eine Dritte Variante besagt, dass die Schwester des Grafen Ernst von Truhendingen mit Hartmann von Lobdeburg verheiratet war. Somit wäre die Gründung beider Adelshäuser verständlich erklärt. Tatsächlich wurde das der heiligen Maria und den Heiligen Godehard und Georg geweihte Kloster erst im ersten Drittel des 12. Jahrhunderts vom Auhauser Ortsadel als Hirsauer Reformkloster gegründet. Eine Gründungsurkunde ist nicht überliefert; ebenso wenig weiß man über das Mutterkloster, das die ersten Mönche stellte; es kann vermutet werden, dass sie aus dem Kloster Neresheim kamen. Gründerfamilie waren die Edelfreien von Auhausen, deren Stammvater der 959 genannte Hartmann war. Nachdem 1133 ein „Hartmann von Auhausen“ in Naumburg urkundet, wird sich das Adelsgeschlecht im thüringischen Lobdeburg niedergelassen haben. Ein Zweig der Familie saß außerdem auf der Burg Alerheim im Nördlinger Ries.
Wahrscheinlich wurde bei der Klostergründung eine bereits vorhandene Marienkirche als Klosterkirche übernommen. Erstmals ist das Kloster in einer Privilegurkunde des Papstes Innozenz II. von 1136 erwähnt. Zu diesem Zeitpunkt lag die Klostergründung sicherlich schon einige Jahre zurück. 1157 bestätigte eine Privilegurkunde des Papstes Hadrian IV. den Klosterbesitz im Einzelnen: Ecclesiam (Kirche) in Ahusen (= Auhausen), villas Ekgebuinth (heute nur als Flurname Heckpoint bekannt), Prucgi (wohl in Klosternähe abgegangen), Wachivelth (= Wachfeld, Gemeinde Auhausen), Cirindorif (= Zirndorf, Gemeinde Auhausen), Mariprucki (= wohl Pfeifhof, Gemeinde Auhausen). Ratheristhal (nicht identifizierbar), Staininbuhil (= vielleicht Steinbühl im Landkreis Donau-Ries), predium in Herlaibingen (= Herblingen, Landkreis Donau-Ries) mitsamt Rechten an der dortigen Kapelle, predium in Wiblishaim (= Wiebelsheim, Landkreis Neustadt an der Aisch-Bad Windsheim). Später kamen weitere Besitzungen hinzu, teils durch Stiftungen, teils durch Kauf und Tausch. Es handelte sich nicht nur um Nahbesitz, sondern auch um Fernbesitz; Berthold von Thannbrunn vermachte dem Kloster vor 1181 einen Hof zu Frickenhausen am Main und schließlich seinen Stammsitz Thannbrunn in der späteren Oberpfalz. Um 1160, nach neuesten Erkenntnissen 1228, unterwarfen sich Marcward und dessen Bruder Adilbert von Craginhei (Cronheim) einem Schiedsurteil des Grafen Ludwig von Oettingen zu Gunsten des Klosters. Im 13. Jahrhundert bedachte Adelheid von Absberg, die aus dem Edelgeschlecht derer von Hürnheim stammte, das Armenspital des Klosters mit einer reichen Schenkung von Gütern um Gunzenhausen. Die alljährliche „Große Spend“, eine am 4. Fastensonntag an Arme verabreichte Brot- und Geldspende, zog viele Bedürftige an und wurde auch nach der Klosteraufhebung vom Klosterverwalteramt fortgeführt.
Unter Abt Sifrid inkorporierte Papst Gregor IX. 1232 die Pfarrkirche Auhausen in das Kloster. Drei Jahre später anerkannte Bischof Heinrich III. von Eichstätt feierlich die Inkorporation unter der Bedingung, dass der Abt ihm und seinen Nachfolgern in geistigen Angelegenheiten verantwortlich sei. 1273 stellten die inzwischen im Thüringer Raum in drei Linien aufgespaltenen Lobdeburger drei gleich lautende Urkunden aus, mit denen sie die Rechte und Freiheiten des Klosters, die von ihren Vorfahren gewährt worden waren, bestätigten. Die inzwischen reichsunmittelbar gewordene Benediktinerabtei erhielt zwischen 1334 und 1337 mehrere Ablässe für ihr Gnadenbild der Verkündigung Mariens in der Klosterkirche; 1334 entstand auch der südliche Turm der Abteikirche. 1354 erwirkte das Kloster von Kaiser Karl IV. Privilegien; der Abt und seine Nachfolger wurden mit dieser Urkunde zu Reichskaplänen ernannt. Gegen Ende des 14. Jahrhunderts geriet die Abtei aus unbekannten Gründen in wirtschaftliche Not und musste Güter verkaufen.
Im 15. Jahrhundert kam es zu rechtlichen Auseinandersetzungen mit den Grafen von Oettingen, die das Kloster bedrängten. Auch die Burggrafen von Nürnberg und die späteren Markgrafen von Brandenburg-Ansbach zielten in ihrer Territorialpolitik auf den Klosterbesitz ab. Der entwicklungsgeschichtlich lange Bedrängungsvorgang und der Verlust der königlichen Freiheiten wurden schließlich im 16. Jahrhundert durch die Reformation und die Bauernkriege vollendet. So wurde das Kloster im Mai 1525 Opfer marodierender Bauern. 1530 floh der „letzte und bedeutendste Abt“, Georg Truchseß von Wetzhausen, im Zuge der Reformation, die sein Landesherr, Markgraf Georg der Fromme von Ansbach, angenommen hatte, als Führer der katholischen Opposition in der Markgrafenschaft nach Eichstätt ins dortige Dominikanerkloster; er hatte sein Kloster fast völlig neu aufgebaut und es mit Kunstschätzen reich ausgestattet. 1534 wurde Auhausen faktisch markgräfliches Klosterverwalteramt; die verbliebenen Mönche konnten noch drei Jahre lang ihr Klosterleben fortsetzen. 1537 führte der Markgraf eine neue Klosterordnung ein, mit der das Klosterleben sein Ende fand. Der letzte Prior von Auhausen, Johann Fabri, folgte seinem Abt Georg ins Exil nach Eichstätt, wo er 1556 starb.
Die romanische Abteikirche wurde nunmehr evangelische Pfarrkirche St. Maria. Die Klostergebäude und die Ritterkapelle, die Grablege niederer Adelsfamilien der Umgebung, wurden im 19. Jahrhundert großenteils abgerissen.
1608 schlossen sich die protestantischen Fürsten des Reiches im Kloster Auhausen zum Schutzbündnis der Union zusammen.

## Sehenswürdigkeiten
- Hochaltar von 1513 von Hans Schäufelin
- Chorgestühl von 1420